# Ulf Stenbjørn
Ulf Holgersøn Stenbjørn (15. september 1921 på Ruggaard, Veflinge – 3. februar 2012 i Risskov) var en dansk skuespiller og teaterinstruktør, der havde en lang karriere, særligt på Aarhus Teater.
Stenbjørn blev uddannet arkitekt fra Kunstakademiet, men havde interesse for at spille skuespil, og da han fik mulighed for at komme med i en opsætning af Nøddebo Præstegård i 1946, var det begyndelsen til en livslang karriere. I 1951 kom han første gang til Aarhus Teater, hvor han – med enkelte kortvarige afstikkere til København og Odense – fik fast arbejdsplads i omkring 50 år.
På Aarhus Teater spillede han et bredt repertoire, for eksempel Florindo i Een tjener og to herrer (1955), Lucky i Vi venter på Godot (1956) og Rocky Horror Picture Show (1995). I en af sine få perioder uden for Aarhus medvirkede Ulf Stenbjørn i turneudgaven af Privatliv med Susse Wold og Bent Mejding i midten af 1980'erne. Blandt de sidste forestillinger, han medvirkede i, var operaudgaven af Svend Åge Madsens Tugt og utugt i mellemtiden i perioden 1998-2004.
I første omgang var Ulf Stenbjørn skuespiller i en række af teaterets opsætninger, men allerede i 1957 fik han første gang mulighed for at sætte et stykke i scene i form af Vores egen ø af Leck Fischer. Han var fortsat jævnligt at finde som skuespiller, men som instruktør blev han kendt for i mange år at stå bag opførelser af Ludvig Holbergs klassiske stykker på friluftsscenen i Den Gamle By. Han instruerede ligeledes en række forestillinger på Aarhus Teater som No-No-Nanette (1973, sammen med Gene Nettles) og På kant med sengen (1978-79).